# ウォルト・ディズニーカンパニー所属のスタッフ・アニメーター一覧
本稿はアメリカのウォルト・ディズニー・カンパニーに所属しているスタッフ・アニメーターの一覧である。

## アニメーション監督
- フランク・トーマス
- ミルト・カール
- エリック・ラーソン
- オリー・ジョンストン
- ウォード・キンボール
- フレッド・ムーア
- ウォルフガング・ライザーマン
- ジョン・ラウンズベリー
- マーク・デイヴィス
- レス・クラーク
- ハル・キング
- アンドレアス・デジャ
- グレン・キーン

## キャラクターデザイン・キャラクタースタイリング
- アルバート・ハーター
- ジョー・グラント
- ビル・ピート
- トム・オレブ

## ピクサー・アニメーション・スタジオ
- ジョン・ラセター
- ピート・ドクター
- アンドリュー・スタントン
- リー・アンクリッチ
- ブラッド・バード
- トニー・バンクロフト
- バリー・クック
- ドン・ハーン
- アーロン・ブレイズ
- アンドリュー・スタントン
- リー・アンクリッチ
- ヤン・ピンカヴァ
- アンドリュー・スタントン

## 製作総指揮・指揮
- ウォルト・ディズニー
- アードマン・ペナー
- ケン・ピーターソン
- ラリー・クレモンズ
- ラルフ・ライト
- ケン・アンダーソン
- ヴァンス・ジェリー
- ウィンストン・ヒブラー
- ウォルフガング・ライザーマン
- ロン・ミラー
- アート・スティーヴンズ
- ジョー・ヘイル
- バーニー・マティンソン
- ジョン・マスカー
- ダン・ラウンズ
- ベン・シャープスティーン
- ボブ・ハッチコック
- ドン・ハーン
- パム・コーツ
- ボニー・アーノルド
- ロイ・エドワード・ディズニー
- ドナルド・W・アーンスト
- ランディ・フルマー
- クラーク・スペンサー
- ロン・クレメンツ
- ロイ・コンリ
- チャック・ウィリアムズ
- アリス・デューイ
- クリント・ゴールドマン
- ボー・フリン
- クラーク・スペンサー
- ウィリアム・ジョイス

## ピクサー・アニメーション・スタジオ
- ジョン・ラセター
- エドウィン・キャットマル
- ラルフ・グッジェンハイム
- ダーラ・ケイ・アンダーソン
- ケヴィン・リバー
- ヘレン・プロトキン
- カレン・ロバート・ジャクソン
- アンドリュー・スタントン
- グラハム・ウォルターズ
- ジョン・ウォーカー

## 脚本家
- テッド・シアーズ
- オットー・イングランダー
- ジョー・グラント
- ディック・ヒューマー
- ラリー・モーリー
- ジョージ・スターリング
- ホーマー・ブライトマン
- アーネスト・ティラザ
- ウィリアム・ピート
- ケネス・アンダーソン
- アードマン・ペナー
- ウィンストン・ヒブラー
- ハリー・リーヴズ
- ジョー・リナルディ
- ラルフ・ライト
- ドナルド・ダグラディ
- ビル・ピート
- ラリー・クレモンズ
- ケン・アンダーソン
- ヴァンス・ジェリー
- デイヴィッド・ジョナス
- ジョー・ヘイル
- アル・ウィルソン
- ロイ・モリタ
- テッド・バーマン
- リチャード・リッチ
- ピーター・ヤング
- スティーヴ・ヒューレット
- ロン・クレメンツ
- ジョン・マスカー
- ジム・コックス
- ティモシー・J・ディズニー
- ジェームス・マンゴールド
- ダン・ハンセン